# Giuseppe Tomasini (pittore)
Giuseppe Tomasini (Vicenza, 1652 – dopo il 1730) è stato un pittore italiano cittadino della Repubblica di Venezia.

## Biografia
Formatosi nella bottega di Giulio Carpioni, il Tomasini fu, tra gli allievi del maestro, il più fedele traduttore della sua maniera, dalla quale derivò il peculiare timbro acidulo dei colori, la solidità delle strutture compositive e la compattezza degli incarnati. Una prova dell'adesione agli insegnamenti del maestro è la tela con Il regno di Hypnos del Municipio di Dueville (Vicenza), ispirata al dipinto di soggetto analogo di Giulio Carpioni ora al Kunsthistorisches Museum di Vienna.
L'influenza del maestro è percepibile ancora nell'Apoteosi di San Nicola, opera del 1698 per la chiesa del castello di Arzignano, nelle tele con San Nicola e le melodie angeliche nell'Oratorio di San Nicola da Tolentino di Vicenza e nella pala con la Vergine col Bambino, sant'Antonio abate, san Nicola e santa Rosa della chiesa parrocchiale di Povolaro del 1714.
Il Tomasini non rimase indifferente alle suggestioni della pittura tenebrosa, arrivata a Vicenza già agli inizi degli anni settanta: nel telero, firmato e datato 1694, con la Vergine di Monte Berico che, implorata dalla popolana Vincenza Pasini, scaccia la peste della Basilica di Monte Berico, l'artista mette in evidenza il fatto di essersi aggiornato con il naturalismo di derivazione veneziana, nella plastica corposità delle figure e nella drammatica intensità chiaroscurale della composizione ed anche nella rappresentazione di impianti architettonici arditamente scorciati.
Altre opere del Tomasini sono presenti nelle parrocchiali di Pieris (Gorizia), di Vigardolo (Vicenza) e di Lisiera (Vicenza) del 1730.